# CENDO
Das CENDO (kroat. Istraživački Dokumentacijski Centar, engl. Research and Documentation Centar) ist ein wissenschaftliches Forschungs- und Dokumentationszentrum. Es erforscht und dokumentiert den Holocaust während des NDH-Regimes in Kroatien. Das Forschungs- und Dokumentationszentrum hat seinen Hauptsitz in der kroatischen Hauptstadt Zagreb. Direktorin des Zentrums ist Melita Švob.

## Gründung
Es wurde gemeinsam mit der Jüdischen Gemeinde Zagreb, Vertreten durch Herrn Ognjen Kraus, der Jewish Claims Conference für Kroatien (das Hauptbüro befindet sich in den Räumlichkeiten des CENDO) und dem Joint Distribution Committee, Vertreten durch Herrn Yechiel Bar-Chaim, im Jahre 2000 in Zagreb/Kroatien gegründet.
Das Forschungs- und Dokumentationszentrum CENDO wurde im März 2002 als eigenständige jüdisch-wissenschaftliche Organisation und Vereinigung im Vereinsregister der Republik Kroatien registriert und aufgeführt, zudem als wissenschaftliche Organisation und Vereinigung im Ministerium für Forschung und Technologie der Republik Kroatien.

## Aufgaben
Die Hauptaufgaben beinhalten laut Statut:
- Das Sammeln, Erhalten und Erforschen von Dokumenten und Zeugenberichten der Juden in Kroatien.
- Die Veröffentlichung des Archiv- und des Katalogbestandes der breiten Öffentlichkeit, z. B. über das Internet.
- Die Ausarbeitung einer Datenbank über die Opfer des Holocaust in Zagreb und Kroatien während des NDH-Regimes.
- Die Ausarbeitung einer Datenbank zu Überlebenden des Holocaust in Kroatien während des NDH-Regimes.
- Daten zur Migration und Ansiedlung der Juden in Kroatien.
- Das Sammeln von Dokumenten, Fotografien, Videos und Zeugenaussagen Überlebender des Holocaustes während des NDH-Regimes.
- Die Erforschung der Demografie der Jüdischen Minderheit[1] in Kroatien.
- Die Erforschung der Migration und Ansiedlung der Jüdischen Minderheit in Kroatien.
- Die Erforschung von jüdischen Familienstammbüchern der Jüdischen Gemeinde Zagreb.
- Die Organisation von Erhebungen bezüglich des Gesundheits- und Sozialen Status der älteren jüdischen Generation in Kroatien.
- Die Erforschung der Sefarden in Kroatien und Teilnahme an deren Tagungen in Dubrovnik.
- Eine Zusammenarbeit in der internationalen Kultur- und Wissenschaftsarbeit.
- Die Zusammenarbeit mit Jugendlichen, in Bezug ihrer Häufigkeit in internationaler Projekten zur Erforschung der Jugend in Europa.
- Die parallele Erforschung der demografischen Charakteristik der Zagreber Bevölkerung und der Jüdischen Gemeinde Zagreb.
- Die Organisation und Teilnahme an bedeutenden Forschungsprojekten, Seminaren, Konferenzen und Symposien in Kroatien und International.
- Die Organisation von Vorlesungen, Runden Tischen und Präsentationen.
- Die Übermittlung von Informationen und des gesammelten Wissenstandes.
- Die Publikation von Fachliteratur, Forschungsergebnissen, Katalogen und Edukationsmaterial.
- Die Zusammenarbeit mit den Jüdischen Gemeinden in Kroatien, dem jüdischen Altenheim „Dom Lavoslav Schwarz“ in Zagreb, jüdischen Seniorenklubs, der Union Jüdischer Frauen Kroatiens, der Vereinigung Kroatischer Holocaust Überlebender, der Kulturgemeinschaft Miroslav Šalom Freiberger, anderen jüdischen Organisationen in Kroatien und dem Ausland.